# Morro de Batistó
El Morro de Batistó és una muntanya de 293 metres que es troba al municipi de la Granja d'Escarp, a la comarca catalana del Segrià.
Al nord hi trobem el Mas de Batistó i al sud el Mas de l'Hereu.